# Grande incendio di Turku
Il grande incendio di Turku del 1827 è stato il più grave incendio nella storia della Finlandia e dei paesi nordici.
La città aveva già subito un precedente incendio nel 1681.

## Descrizione
L'incendio avvenne il 4 settembre 1827 ed ebbe origine nella fattoria di Carl Gustav Hellman, situata sulla collina Aninkaistenmäki, poco prima delle 9 di sera. L'incendio fu probabilmente innescato dalle scintille provenienti dal camino di una abitazione vicina.
Il fuoco si diffuse rapidamente prima verso il distretto settentrionale e in seguito verso la parte meridionale e attraversò il fiume Aura, estendendosi al quartiere della cattedrale: il 75% della città andò distrutto e solo le aree occidentali e meridionali furono risparmiate.
L'incendio distrusse il centro storico della città, compresa la cattedrale e l'edificio principale dell'Accademia reale di Turku, che furono gravemente danneggiati. Le cause che contribuirono al disastro furono, tra l'altro, un'estate secca e la diffusione del fuoco in seguito ad una tempesta: il danno fu notevole e le sue conseguenze durarono a lungo. Si contarono 27 morti, centinaia di feriti e circa 11 000 persone rimasero senza casa.
Nella notte dell'incendio l'astronomo tedesco Friedrich Wilhelm August Argelander, presente in qualità di osservatore all'Accademia reale di Turku, scrisse nel suo diario: "L'osservazione di oggi è stata interrotta da un terribile incendio che ha ridotto Turku in cenere".  L'osservatorio, situato in cima a una collina si salvò, e le osservazioni poterono riprendere già il successivo 9 settembre, ma la maggior parte degli archivi finlandesi, inclusi praticamente tutti i documenti del Medioevo, furono distrutti nell'incendio.

## Conseguenze
Al momento dell'incendio, Turku era la città più grande della Finlandia e continuò ad esserlo più tardi. Per questa ragione il Grande incendio di Turku è stato considerato un disastro nazionale. Come conseguenza dell'incendio, l'Accademia reale fu trasferita a Helsinki, che già dal 1812 aveva sostituito Turku come capitale del Granducato di Finlandia.
Responsabile della ricostruzione della città fu il governatore generale del Ducato, Arsenij Andreevič Zakrevskij. Su sua proposta il senato finlandese affidò l'incarico della ricostruzione all'architetto tedesco Johann Carl Ludwig Engel, che disegnò il nuovo piano urbanistico della città. Il progetto di Engel fu approvato il 15 dicembre 1828.
I maggiori edifici in pietra situati nel centro città, come la cattedrale e Akatemiatalo, poterono essere recuperati; altri come il vecchio Municipio e la raffineria di zucchero, furono riparati. La maggior parte della città dovette però essere completamente ricostruita. Il piano urbanistico elaborato da Engel ebbe un'importante influenza sulla progettazione urbanistica di altre città della Finlandia.